# Memory Phiri
Memory Phiri (sinh ngày 12 tháng 5 năm 1998) là một cầu thủ bóng đá của hiệp hội bóng đá Zambia. Cô hiện đang chơi bóng cho đội Đại học bang Tây Nam Oklahoma ở Hoa Kỳ.

## Sự nghiệp cấp Câu lạc bộ
Sau khi chơi cho trường trung học ở Lusaka, cô gia nhập Đội bóng đá nữ Buffaloes từ năm 2013 đến 2014, đội bóng mà cô đã ghi được 42 bàn thắng sau 30 lần ra sân. Vào năm 2015, cô được cung cấp một học bổng để nghiên cứu y học tại Đại học Bắc Oklahoma ở Hoa Kỳ. Cô chơi cho trường đại học từ 2015 đến 2016, nơi cô đã ghi được 31 bàn thắng sau 31 lần ra sân.
Đại học bang Tây Nam Oklahoma (SWOSU) đã trao cho Memory Phỉi danh hiệu Tiền đạo trong tuần của Hội nghị Mỹ vĩ đại (tức là tuần hai tháng 10 năm 2018), và chiến thắng danh hiệu này hai lần trong mùa giải 2018.

## Sự nghiệp Quốc tế
Cô được mời tham gia các thử nghiệm cho đội U17 của Bóng đá nữ Zambia và sau đó được chọn tham dự một giải đấu ở Thụy Điển nơi cô đã ghi bàn từ một cú đá chổng ngược. Từ màn trình diễn ấn tượng đó, cô nhận được lời kêu gọi triệu tập tham gia đội tuyển quốc gia cho vòng loại World Cup U17 Bóng đá nữ. Cô là một trong các cầu thủ đại diện cho Zambia tham gia World Cup FIFA U17 Bóng đá nữ 2014 tổ chức tại Costa Rica. Trong giải đấu này, đội tuyển Zambia chỉ giành chiến thắng một trong ba trận đấu trong lần đầu tiên tham gia.